# Yum! Brands
Yum! Brands, Inc. (o Yum!), anteriorment Tricon Global Restaurants, Inc., és una corporació nord-americana de menjar ràpid que apareix a la llista Fortune 1000. Yum! opera les marques KFC, Pizza Hut, Taco Bell, The Habit Burger Grill i WingStreet a tot el món, excepte a la Xina, on les marques són operades per una empresa independent, Yum China. Per contra, KFC i Taco Bell són operats per Collins Foods Limited a Austràlia, Alemanya, Països Baixos, Tailàndia i Japó. Yum! Anteriorment, també va ser propietària de Long John Silver's i A&W Restaurants.
Amb seu a Louisville, Kentucky, Yum! és una de les empreses de restaurants de menjar ràpid més gran del món. Amb presència a 135 països i territoris de tot el món, el 2016 tenia 43.617 restaurants, dels quals 2.859 eren propietat de la companyia i 40.758 franquiciats.